# Крозби (Тексас)
Крозби (енгл. Crosby) насељено је место без административног статуса у америчкој савезној држави Тексас.

## Демографија
По попису из 2010. године број становника је 2.299, што је 585 (34,1%) становника више него 2000. године.
| Група             | 2000.         | 2010.         |
| Белци             | 1.154 (67,3%) | 1.325 (57,6%) |
| Афроамериканци    | 218 (12,7%)   | 138 (6,0%)    |
| Азијати           | 7 (0,4%)      | 14 (0,6%)     |
| Хиспаноамериканци | 315 (18,4%)   | 790 (34,4%)   |
| Укупно            | 1.714         | 2.299         |